# 폴 프레더릭 프랭클린 더글러스
폴 프레더릭 프랭클린 더글러스(Paul Frederick Franklin Douglass, 1904년 11월 7일 ~ 1988년 8월 7일)는 미국의 외교관 겸 정치인를 지낸 백·흑인 혼혈(물라토) 출신의 대학 교수이다.

## 생애

### 주요 이력
지난날 아직 그가 태어나기도 이전 그의 직계 집안 내력으로 미국 대통령 선거 공화당 후보(1872년)와 미국 대통령 선거 무소속 후보(1888년)를 출마하는 등 두 번이나 미국 대선 후보 출마했던 前 미국 대통령 선거 후보 전력자인 미국 정치가 프레더릭 더글러스를 고조부(高祖父)로 둔 그는 미국 뉴욕 주 코린스 출생이며 한때 1909년에서 1910년까지 1년간을 미국 뉴욕 주 뉴욕 시티에서 잠시 유년기를 보낸 적이 있는 그는 1910년 이후 미국 펜실베이니아 주 필라델피아에서 성장하였다.
그는 1939년에 미국 정치 분야 입문을 하였는데 그 후 더글러스 맥아더 장군, 존 무초 前 대사 등과의 미국 주재 대한민국 외교 관련 인연으로 인하여 1946년에서 1956년까지 대한민국 방한 주재하던 시절 한국어 이름은 목아두(睦阿斗)이다.

### 대한제국 조선 독립 운동 관련 적극 지지
미국 아메리칸 대학교 총장으로 재직하기도 한 그는 1942년 한미협회 워싱턴 전국위원회 대표최고위원, 1943년부터는 워싱턴 기독교인친한회 회장으로서 미국 정부가 대한민국 임시정부를 승인할 것을 촉구하는 내용의 편지를 루스벨트 미국 대통령과 미국 주요 기독교인들에게 보내고 그에 아울러 그와 동일한 취지의 강연을 하는 등 대한제국 조선 독립 운동을 지원하였다.

## 폴 더글러스(목아두)의 대한민국 서훈
대한민국 정부에서는 더글러스(목아두, 睦阿斗) 그에게 "대한 독립 공적 체제 중 해외 국가 출신 외인 대한 독립 원조 관련 공훈"을 치하코저 1950년 3월 1일을 기하여 당시 아직 미국 아메리칸 대학교 총장 직책 재임중이던 그에게 대한민국 건국훈장 독립장을 수여하였다.